# Moja krew (film 2009)
Moja krew – polski dramat obyczajowy z 2009 roku w reżyserii Marcina Wrony.

## Obsada
- Eryk Lubos − Igor
- Lưu Đê Ly − Yen Ha
- Wojciech Zieliński − Olo
- Marek Piotrowski − trener Igora
- Joanna Pokojska − Monika
- Hải Bùi Ngọc − Cuong
- Magda Szeplik − Patrycja
- Monika Obara − Zuza
- Piotr Sienkiewicz − „Małolat”
- Krzysztof Kolberger − lekarz neurolog
- Roma Gąsiorowska − pielęgniarka
- Małgorzata Zajączkowska − lekarka
- Patryk Brudziński – Ramzes
- Leszek Drogosz − bokser